# 博加奥恩
博加奥恩（Bhogaon），是印度北方邦Mainpuri县的一个城镇。总人口26799（2001年）。

## 人口
该地2001年总人口26799人，其中男性14325人，女性12474人；0—6岁人口4562人，其中男2455人，女2107人；识字率54.83%，其中男性为61.32%，女性为47.39%。